# Змеев, Иван Григорьевич
Иван Григорьевич Змеев (1547— 1632) — голова, воевода во времена царствования Ивана IV Васильевича Грозного, Фёдора Ивановича, Бориса Годунова, Смутное время и Михаила Фёдоровича.
Происходил из древнего дворянского рода Змеевых. Отец, Григорий Иванович, вотчинник Коломенского уезда.

## Биография
Первый поддатень рынды у государевых топоров в Полоцком походе (1563). Голова у стрельцов в Ливонском походе и голова у московских стрельцов под Владимиром (1577). Послан из Перми письменным головой в Сибирь на реку Лозву с войском и снарядом (1592). Участвовал в строении Березова (1593). Ходил с войском против вогулов, взял в плен их князька и отправил его в Москву (1594). За Московское осадное сиденье получил в вотчину поместья Коломенского и Нижегородского уездов (1610), кроме того имел вотчину в Данковском уезде. В качестве первого выборного от Коломны подписался под грамотой об избрании на московский престол Михаила Фёдоровича (1613). Царь Михаил Фёдорович указал «быть на Михайлове воеводам князю Волконскому и Ляпунову и всем людям быть с Иваном Змеевым ради осадного времени» (1625). Значится коломенским городовым дворянином (1627—1629).

## Семья
Сестра Арина Григорьевна супруга: в 1-м браке за князем Ильёй Урусовым. Во 2-м браке за Иваном Годуновым.
Сыновья:
- Матвей Иванович — голова у служилых татар и новокрещёнов, ходил из Чебоксар на поляков (1615), воевода в Василе (1620), пожалован вотчиной в Нижегородском уезде (1621).
- Сергей Иванович.
- Пётр Иванович — стольник, рейтар.
- Степан Иванович — новик в Коломне (1630), пожалован из поместья в вотчину село Архангельское-Змеево Данковского уезда († 1682).